# Харалд-Леополд Льовентал
Харалд-Леополд Льовентал (на немски: Harald Leupold-Löwenthal) е австрийски психиатър и невролог и обучителен аналитик.

## Биография
Роден е на 6 август 1928 година във Виена. Изучава медицина във Виенския университет. От 1953 до 1954 година учи в Лондон. От 1961 до 1963 е в психиатрична болница във Виена. В същото време завършва психоаналитичното си обучение и обучителна анализа. През 1964 си отваря собствена практика. През 1963 година влиза във Виенското психоаналитично общество, а от 1967 до 1973 е негов секретар. Заедно с Фридрих Хакер и други става основател през 1968 на Обществото Зигмунд Фройд, като е негов президент от 1976 до 1999 година.

## Публикации
- Harald Leupold-Löwenthal, Inge Scholz-Strasser (Hrsg.): Ein unmöglicher Beruf. Über die schöne Kunst, ein Analytiker zu sein. Böhlau, Wien, 1997 ISBN 3-205-98412-9
- Harald Leupold-Löwenthal: Handbuch der Psychoanalyse. Orac, Wien, 1986 ISBN 3-7015-0047-9